# Yaquis
Cet article concerne le peuple yaqui. Pour la langue yaqui, voir Yaqui (langue).
 (décembre 2010).
Si vous disposez d'ouvrages ou d'articles de référence ou si vous connaissez des sites web de qualité traitant du thème abordé ici, merci de compléter l'article en donnant les références utiles à sa vérifiabilité et en les liant à la section « Notes et références ».

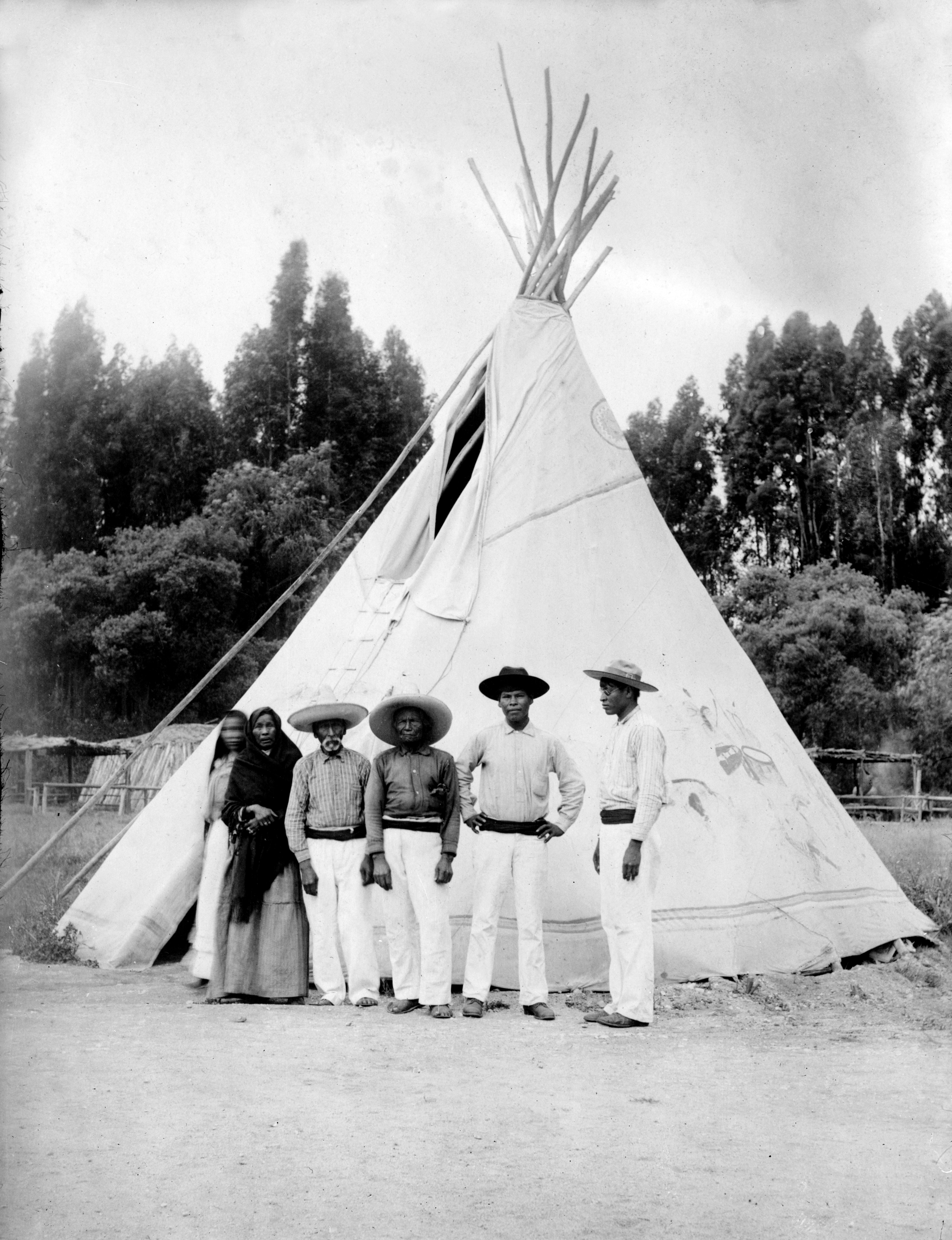
Yaquis du début du XXe siècle (entre 1910 et 1915).

Les Yaquis ou Yoeme sont des Amérindiens qui étaient, à l’origine, établis dans la vallée du Río Yaqui dans le Nord de l’État mexicain de Sonora et dans le Sud-Ouest de l’Arizona, aux États-Unis. Les Yaquis s’appelaient « Yoeme » entre eux, qui est le terme yaqui pour désigner une personne (« yoemem ou yo’emem signifiant « les personnes »). Les Yaquis appelaient leur pays Hiakim, mot que certains voient comme une origine possible du nom de ce peuple. 

## Histoire

### Époque préhispanique
Les Yaquis ne faisaient pas partie des civilisations de l'aire culturelle mésoaméricaine, située plus au sud, à laquelle ont notamment participé les célèbres États de Teotihuacan, des Toltèques, des Mayas et des Aztèques, mais de celle définie par Paul Kirchhoff comme l'Aridoamérique.

### Nouvelle-Espagne
Leurs terres n’ont jamais été conquises par les Espagnols qui ont toujours perdu les batailles contre eux. Mais ils se sont cependant convertis au christianisme avec les Jésuites qui sont également parvenus à les convaincre de s’établir dans huit villes : Pótam, Vícam, Tórim, Bácum, Cócorit, Huirivis, Belem et Rahum.
Pendant de nombreuses années, les Yaquis vivaient en bons termes avec les missionnaires jésuites. En 1730, le gouvernement colonial espagnol, en faisant évacuer les Jésuites de Sonora, altéra cette relation harmonieuse et déclencha des rébellions yaquis.
Au début du XIXe siècle, les Yaquis ne participèrent pas à la guerre d'indépendance du Mexique vis-à-vis de l'Espagne.

### Mexique

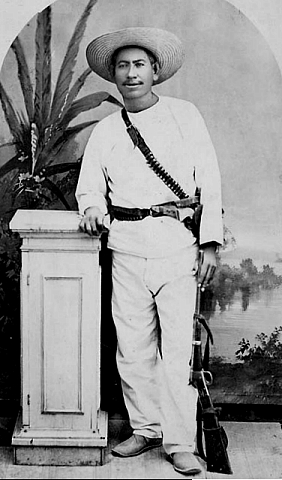
Portrait de Cajemé.

Leur peuple subit une suite de répressions brutales de la part des autorités mexicaines, dont un massacre en 1868 à Bacum où 150 Yaquis furent brûlés vivants par l’armée à l’intérieur d’une église.
Un chef yaqui, Cajemé (en), tenta de gagner leur indépendance. Mais il échoua et cela engendra une suite de répressions sanglantes sous le régime de Porfirio Díaz qui procéda au déplacement des Yaquis hors de Sonora de manière à laisser la place libre pour les immigrants européens et américains. Le gouvernement déplaça des dizaines de milliers de Yaquis dans la péninsule du Yucatán où ils furent vendus comme esclaves dans les plantations. De nombreux Yaquis ont fui aux États-Unis pour échapper à leur sort.
Le président mexicain Andres Manuel Lopez Obrador adresse en 2021 aux Yaquis des excuses officielles de l’État pour les crimes du régime de Porfirio Díaz, et annonce un vaste plan d’investissements à leur attention afin de leur distribuer des terres et de garantir le droit à l’eau et à la Sécurité sociale.

### États-Unis
En 1964, les Yaquis reçurent 817 000 m2 de terres du gouvernement fédéral américain dans les environs de Tucson, Arizona. La reconnaissance officielle de l’existence de la tribu des Pascua Yaqui ne fut cependant rendue publique que le 18 septembre 1978.
À la fin des années 1960, un groupe de Yaquis, avec Anselmo Valencia et Fernando Escalante, ont développé New Pascua, ou en espagnol Pascua Nuevo, un village d’une population estimée en 2006 à 4 000 habitants et qui est devenu le centre administratif de la tribu. La plupart de ses habitants parlent trois langues : l’anglais, l’espagnol et le yaqui.
Un autre groupe s’est établi dans l’Arizona, près de Tempe, dans la ville de Guadalupe. Aujourd’hui, près de la moitié de ce village est composé d’Amérindiens qui parlent les trois langues, les autres sont des Américains d’origine européenne. Il existe une autre communauté yaqui près de Scottsdale en Arizona.

### Culture
Les Yaquis ont acquis une certaine popularité, au fur et à mesure de la publication des douze ouvrages de Carlos Castaneda, parus de 1968 à 2000, qui décrivent son expérience, réelle ou fictive, avec un sorcier yaqui, Don Juan.
Au cinéma, dans les années 1960, on rencontre deux images contradictoires. L'une négative, dans la Bataille de San Sebastian (1968), montre une tribu yaqui hostile, manipulée par un métis animé par des sentiments réactionnaires et racistes, les poussant à s'attaquer à un village de paysans métis, chrétiens ; l'autre positive dans Les Cent Fusils (1969), mettant en scène un shériff noir amoureux d'une Indienne yaqui, dont la tribu est en butte à l'oppression des Mexicains.

## Spiritualité
Les Yaquis ont une perception du monde très différente des tribus avoisinantes. Par exemple, selon eux, le monde (« Ania ») est divisé en quatre : le monde animal, le monde des « personnes », le monde des fleurs et le monde des morts.
La plupart des rituels Yaqui sont consacrés au perfectionnement de ces mondes et à la réparation du mal qui leur a été fait, particulièrement par « les personnes ». 
Avec le temps, les pratiques catholiques se sont profondément mêlées aux rituels plus anciens de la tribu, comme la danse du cerf. Les fleurs restent très importantes dans le culte yaqui. Selon eux, les fleurs sont nées des gouttes de sang qui tombèrent du corps du Christ lors de la crucifixion. 
Une des croyances des Yaquis est que l’existence des quatre mondes est dépendante des rituels annuels de Pâques et de Carême.

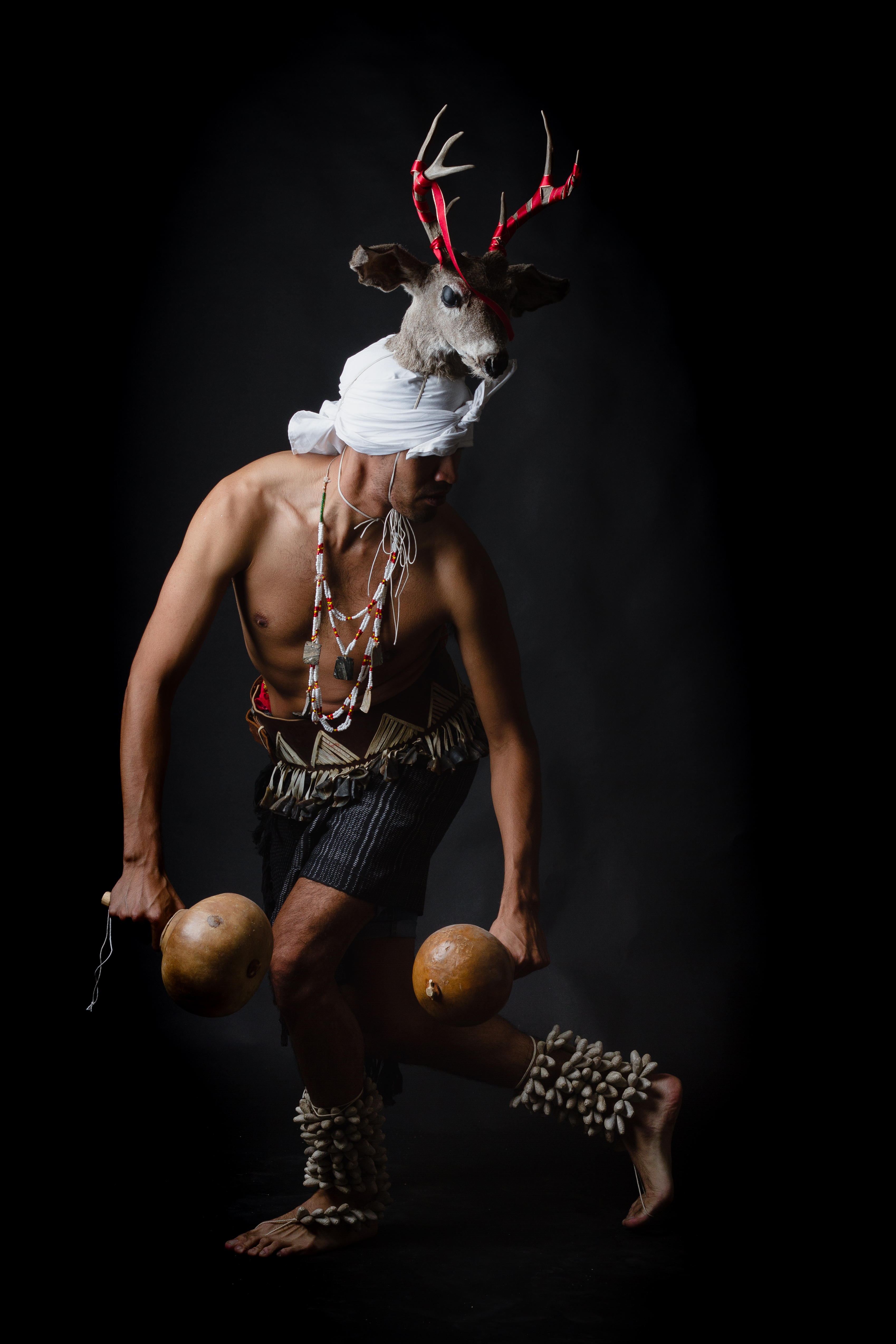
Yaqui exécutant une danse du cerf.

#### en anglais
- (en) Edward Holland Spicer, Social organization and disorganization in an Arizona Yaqui village, University of Chicago, 1939, 718 p.
- (en) Ruth Warner Giddings, Yaqui myths and legends, Forgotten Books, 1959, 180 p. (ISBN 1-60506-896-9, lire en ligne)
- (en) Rosalio Moises, Jane Holden Kelley et William C. Holden, A Yaqui life : The personnal chronicle of a Yaqui Indian, University of Nebraska Press, 1971
- (en) Edward Holland Spicer, The Yaquis : a cultural history, University of Arizona Press, 1980, 393 p.
- (en) Stephan Thernstrom, « Yaquis », dans Harvard encyclopedia of American ethnic groups, Harvard University Press, 1980 (ISBN 0674375122, lire en ligne), p. 102.

#### en français
- Carlos Castaneda (trad. Marcel C. Kahn), Les enseignements d'un sorcier yaqui, Gallimard, 1973.
- Cécile Gouy-Gilbert, Une résistance indienne : les Yaquis de Sonora, Lyon, Les Éditions Fédérop, 1983, 216 p. (ISBN 2-85792-018-0).
- Florence Palou, Le sort des indiens Yaquis pendant la révolution mexicaine, Université de Paris I, 1973 (OCLC 489903471).
- José González Enríquez, Les Yaqui : Mexique septentrional : un manuel d'ethnographie appliquée, Paris, L'Harmattan, 2007, 164 p. (ISBN 978-2-296-02877-7, OCLC 277068497, lire en ligne).
- Pierre Clastres, La révolte des Indiens Yaqui : Journal de la Société des Américanistes, vol. 19, n°1, 1927, p. 404-405